# نادين الراسي
نادين الراسي (ولدت 4 سبتمبر 1979 -)، ممثلة لبنانية، من مواليد رحبة، محافظة الشمال في لبنان. عرفت بدورها في مسلسل عصر الحريم، ومسلسل جريمة شغف الذي عرض على شاشتي روتانا مصرية، وال بي سي الفضائية اللبنانية. فازت بالجائزة اللبنانية الموركس دور ثلاث مرات، وحصلت نادين عليها عام 2007 عن دورها في مسلسل غنوجة بيَّا وعام 2008 عن دورها في مسلسل إبني، وعام 2010 عن مجمل أعمالها لعام 2009.

## حياتها

### حياتها الفنية
كانت بدايتها في عروض الأزياء كما ظهرت كموديل في فيديو كليب «عشقتك» للفنان فضل شاكر وكليب «أرجوك» للفنان وائل جسار، دخلت مجال التمثيل عن طريق الصدفة ومثلت للمرة الأولى في مسلسل الباشوات
ثم شاركت بمسلسل آخر بعنوان كرت السبحة. كما شاركت في السينما ومن أهم أفلامها: خليك معي وغنوجة بيا، توالت أعمالها وقدمت العديد من الأعمال الفنية كان أكثرها في التلفزيون، حازت على جائزة الموريكس دور أفضل ممثل ثانوي بعام 2007.
شاركت في برنامج ديو المشاهير بموسمه الأول على شاشة ال بي سي. وفازت بالمركز الأول بعد منافسة مع الفنان المصري أمير كرارة اما الجائزة المالية فقد قدمتها لصليب الأحمر اللبناني. كما شاركت ببرنامج الألعاب سبلاش وحازت على المركز الأول وبجائزة قيمتها خمسين الف دولار لصالح الصليب الأحمر اللبناني

### الحياة الشخصية
هي شقيقة المغني جورج الراسي،
تزوجت للمرة الأولى من «حاتم حدشيتي» في عام 1996، عندما كان عمرها سبعة عشر عاماً، وأنجبت ولداً اسمه مارك، ثم انفصلت عنه من دون معرفة الأسباب تزوجت ثانية من رجل الأعمال والممثل اللبناني جيسكار أبي نادر في عام 2001، أنجبت له ولدين هما: مارسيل وكارل، وانفصلت عن زوجها عام 2016، ذكرت وسائل اعلام في أيلول 2018 عن محاولة نادين الراسي الانتحار بعد محاولة رمي نفسها من السيارة وذكر انها تعاني من مشاكل نفسية.

## أعمالها

### أفلام
- 2008: خليك معي.
- 2006: غنوجة بيا.

### مسلسلات
- 2022:  بيروت 303
- 2021: زوج تحت الإقامة الجبرية
- 2018: حدوتة حب (خماسية طفلي المتوحد والهاجس).
- 2017: ورد جوري.
- 2017: الشقيقتان.
- 2016: جريمة شغف.
- 2015: قصة حب.
- 2015: فرصة عيد.
- 2014: الإخوة.
- 2014: ولاد البلد.
- 2013: سنعود بعد قليل.
- 2013: فرصة.
- 2013: أميليا.
- 2013: منبر الموتى.
- 2012: لولا الحب.
- 2012: خرم ابرة.
- 2011: غلطة عمري.
- 2010: متر ندى.
- 2010: لونا.
- 2010: لو ما انقطعت الكهربا.
- 2009: كلام نسوان.
- 2008: أبني.
- 2008: الليلة الأخيرة.
- 2008: عصر الحريم.
- 2007: حواء في التاريخ.
- 2007: مش زابطة.
- 2006: غنوجة بيا.
- 2005: الحل بايدك.
- 2003: زمن الأوغاد.
- 2003: فاميليا.
- 2000: أس أل شي.
- 2000: كرت السبحة.
- 2000: دويك.
- 2000: ليل الذئاب.
- 1999: الباشوات.

### في المسرح
- 2013 :شمس وقمر (مع المطرب عاصي الحلاني).
- 2007: زنوبيا (مع منصور الرحباني).

## الجوائز
| السنة | الجائزة            | الفئة                              | النتيجة | مصدر   |
| ----- | ------------------ | ---------------------------------- | ------- | ------ |
| 2007  | جوائز الموركس دور  | أفضل ممثلة لبنانية دور ثانٍ         | فوز     | [ 7 ]  |
| 2008  | جوائز الموركس دور  | أفضل ممثلة لبنانية دور أول         | فوز     |        |
| 2010  | جوائز الموركس دور  | أفضل ممثلة لبنانية عن مجمل أعمالها | فوز     | [ 8 ]  |
| 2012  | مهرجان مرستي الشوف | تكريم                              | فوز     |        |
| 2013  | وجوه من لبنان      | أفضل ممثلة                         | فوز     | [ 9 ]  |
| 2013  | جوائز مهرجان بياف  | أفضل ممثلة لبنانية                 | فوز     | [ 10 ] |
| 2015  | أوسكار النجوم      | أفضل ممثّلة                         | فوز     | [ 11 ] |

## وصلات خارجية
- نادين الراسي على موقع IMDb (الإنجليزية)
- نادين الراسي على موقع قاعدة بيانات الأفلام العربية